# Districte de Tacabamba
El districte de Tacabamba és un dels vint que conformen la província de Chota, ubicada al departament de Cajamarca, al Nord del Perú. Limita pel Nord amb el districte d'Anguía; per l'Est amb el districte de Chimbán; pel Sud amb els districtes de Paccha i Conchán; i per l'Oest amb el districte de Chiguirip. Tenia 15 704 hab. segons el cens del 2017.

## Esdeveniments històrics
- Fundació de Tacabamba -- 1545 (Diego Ladrón de Guevara)
- Fundació del Districte de Tacabamba -- Llei del 13 d'octubre del 1891
- Nom -- Sant Bartolomeu de Tacabamba

## Govern actual
Actualment, l'alcalde de Tacabamba es el mestre Walter Agip Rojas, que va ser escollit a les Eleccions Municipals de Tacabamba 2019. I té un mandat de 4 anys, per tant, la seva legislatura finalitzarà l'any 2023.

## Geografia
Tacabamba té una densitat d'uns 89,02 hab/km² i també disposa d'un riu que també porta el nom de Tacabamba. Més conegut com Riu de Tacabamba.

## Demografia

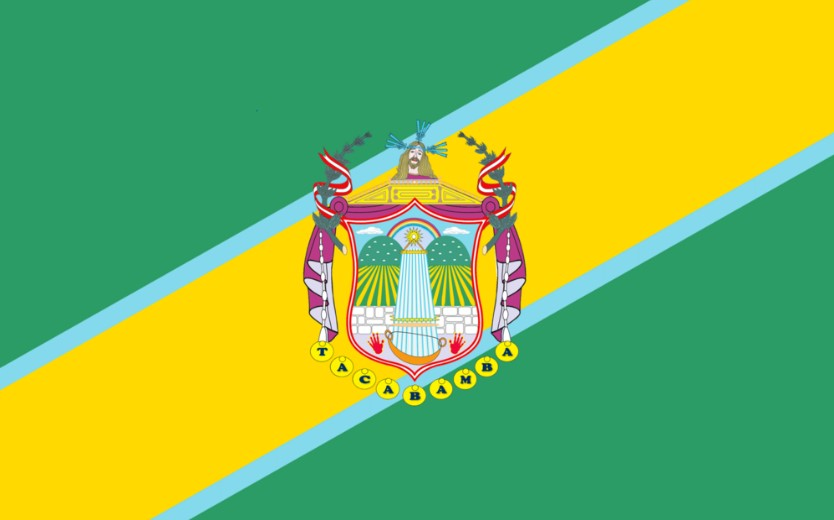
Bandera del Districte de Tacabamba.

El districte de Tacabamba té aproximadament una població de 15.704 habitants. I a la capital del districte, a Tacabamba té uns 3019 habitats segons el cens, que es va fer l'any 2017.

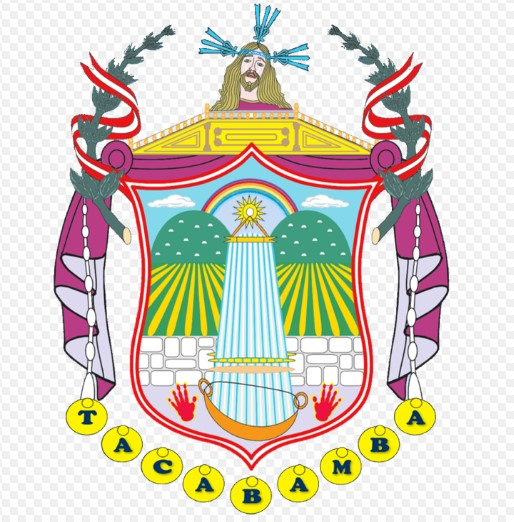
Bandera del Districte de Tacabamba.

## Divisió administrativa
El districte de Tacabamba, situat a Chota, està format per els següents centres poblats:
- Tacabamba (capital)
- Hualango
- San Luis de Puña
- Azafrán
- Santa Rita
- Puña
- Nuevo Oriente
- Santo Domingo
- San Pablo
- Lanchepampa
- Ramospampa
- Pilco
- Progresopampa
- San Juan de Tacabamba
- Agua Brava
- Vilcasit
- Palma Grande
- Succhapampa
- Jalcanungo
- Cardón
- Palma Chica
- La Laguna
- Solugán
- Choaguit
- Nuevo San Martín
- Chuspa
- Alicompata
- El Sauce (Saucepampa)
- Vista Alegre
- San Francisco
- Cumpampa
- El Naranjo Bajo
- Naranjo Alto
- Las Tunas
- Granero
- La Chamana

- La Libertad
- Peña Blanca
- La Quinta
- Luzcapampa
- Laurel
- El Carbón
- Ayaque
- Chucmar Alto
- Bellavista
- San Juan de Nungo
- Chucmar
- Pusanga
- Las Palmeras
- Alto Verde
- El Verde
- Nuevo Porvenir
- Lanchecucho
- Dinamarca
- Unión Pucara
- Sexe
- Pampa Grande
- La Pucara
- Santa Rosa de Pucara
- Miraflores
- Los Alisos
- Centro Palma
- Palma Conchud
- La Colca
- Nuevo Oriente
- Las Tunas Alto
- Cardón Bajo
- El Arenal
- Sierra Andina
- Uñigán
- El Lanche
- Urubamba

## Persones rellevants
- César Acuña Peralta, polític i empresari
- Pedro Castillo Terrones, anterior President de la República del Perú